# غلامحسین بیگجه‌خانی

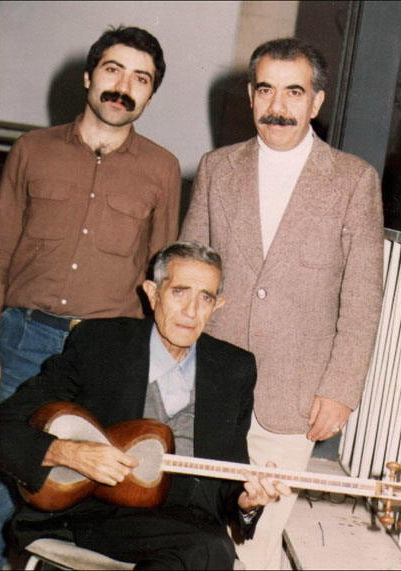
نصرالله ناصح پور، غلامحسین بیگجه‌خانی و جمشید عندلیبی در سال ۱۳۶۳

غلامحسین بیگجه‌خانی (زاده ۱۲۹۷ تبریز – درگذشته ۲۴ فروردین ۱۳۶۶ تبریز) نوازنده برجسته تار و از استادان مکتب تبریز موسیقی ایرانی بود.

## زندگی
او در سال ۱۲۹۷ شمسی در تبریز به‌دنیا آمد. پدرش حسینقلی‌خان بیگجه‌خانی نوازنده برجسته تار تبریز بود. بیگجه‌خانی از شش سالگی نزد پدر به آموختن تار پرداخت. پس از مرگ پدر در ۱۳۱۰ شمسی بیگجه‌خانی نزد شاگرد پدرش رضاقلی‌خان زابلی آذر آموزش خود را ادامه داد.
در دوران جوانی با گوش کردن به کارهای میرزا حسینقلی، درویش خان، نی‌داوود و علی‌اکبرخان شهنازی روی صفحه‌های سنگی قدیمی با ساز این استادان آشنا شد.
بیگجه‌خانی از تجربیات ردیفی اقبال آذر نیز آموخت و در کنسرتی در باغ گلستان تبریز با اقبال برنامه اجرا کرد.
بیگجه‌خانی هم‌زمان با تأسیس رادیو تبریز، فعالیت خود را در آن آغاز کرد و مدتی سرپرست ارکستر ایرانی رادیو تبریز بود. بعد در رادیو ایران مشغول به کار شد و مدتی نیز به دعوت نورعلی خان برومند در مرکز حفظ و اشاعه موسیقی به تدریس پرداخت. او آثاری نیز در تنظیم و اجرای موسیقی آذربایجانی دارد.
آخرین کنسرت او با گروه چاوش در سال ۱۳۶۳ برگزار شد.
غلامحسین بیگجه‌خانی در ۲۴ فروردین ۱۳۶۶ در بیمارستان ۲۹ بهمن تبریز درگذشت.

## آثار
- تکنوازی‌های اصفهان، افشاری، سه‌گاه، شور، چهارگاه، با آواز اقبال آذر
- کنسرت بیات ترک و سه‌گاه در جشن هنر شیراز
- قسمت دوم بیداد در دستگاه همایون با آواز محمد رضا شجریان
- مجموعه رنگ‌های آذربایجانی
- اجرا و ضبط دستگاه‌های ماهور، سه‌گاه، همایون و آوازهای بیات اصفهان و بیات ترک
- کنسرت در کانون فرهنگی وهنری چاووش با محمدرضا لطفی در همایون و بیات ترک (سال ۱۳۶۳).